# Chlaenius maxillosus
Chlaenius maxillosus is een keversoort uit de familie van de loopkevers (Carabidae). De wetenschappelijke naam van de soort is voor het eerst geldig gepubliceerd in 1876 door G.Horn.